# Proceso de paz afgano
El proceso de paz afgano: comprende las propuestas y negociaciones en un intento por poner fin a la guerra civil afgana. Aunque se han realizado esfuerzos esporádicos desde que comenzó la guerra en 2001, las negociaciones y el movimiento de paz se intensificaron en 2018 en medio de conversaciones entre los talibanes, que es el principal grupo insurgente que lucha contra el gobierno afgano y las tropas estadounidenses; y Estados Unidos, de los cuales 20 000 soldados mantienen presencia en el país para apoyar al gobierno afgano. La mayoría de las conversaciones tuvieron lugar en Doha, la capital de Catar. Se espera que un acuerdo mutuo entre los talibanes y los Estados Unidos sea seguido por una retirada estadounidense por etapas y el inicio de conversaciones de paz intra afganas. Además de los Estados Unidos, potencias regionales como India, Pakistán, China y Rusia, así como la OTAN, juegan un papel en facilitar el proceso de paz.
El 29 de febrero de 2020, Estados Unidos y el Talibán firmaron un histórico acuerdo que allanaría el camino hacia la paz en Afganistán, después de más de 18 años de conflicto armado.EE. UU. y sus aliados de la OTAN acordaron el retiro de tropas si el grupo radical islamista se aferra al acuerdo.acuerdo para la total retirada de las tropas extranjeras de Afganistán antes de 14 meses. El paso, que no garantiza el fin de la guerra, intenta lanzar un proceso de reconciliación interno y cuenta con el compromiso de los insurgentes de iniciar un diálogo interafgano en los próximos días.
Según el acuerdo, Estados Unidos comenzará a retirar miles de tropas a cambio de los compromisos de los talibanes para evitar que Afganistán sea una plataforma de lanzamiento para ataques terroristas. También debe cesar la escalada de violencia en el país.

## Antecedentes
Los talibanes (en pastún: طالبان‎, transliterado ṭālibān, «estudiantes»), nombre recientemente cambiado al de «Emirato Islámico de Afganistán», son una facción política-paramilitar fundamentalista islámica suní de Afganistán, actualmente llevando a cabo una guerra dentro del mismo país. La palabra proviene del vocablo árabe ṭālib, es decir, estudiante, en el sentido más general de la expresión. La forma plural ṭālibān [طالبان], «estudiantes», se traduce del árabe al pashtún en un sentido más específico como «estudiante religioso», «novicio» o «seminarista».
Fundado por veteranos de la guerra de Afganistán contra la invasión de la Unión Soviética, en plena guerra entre grupos muyahidines, el movimiento talibán sigue una doctrina extremista islámica modernista, aunque disfrazada de ortodoxia, cuya idea de sociedad está basada en interpretaciones estrictas de lo que debe ser la vida de un musulmán, sin dar cabida a otras interpretaciones que posibiliten algún tipo de «libertinaje», como es habitual en las sociedades democráticas, y bajo la cual gobernó su país desde 1996 hasta que fueron derrocados en el país en el 2001 por las Fuerzas Armadas de los Estados Unidos junto a una  Coalición Internacional y en respuesta a que el Régimen Talibán protegía a Osama Bin Laden y su organización terrorista Al-Qaeda autores intelectuales y perpetradores de los Atentados del 11 de septiembre de 2001.
Se ha reagrupado desde 2002 y revivió como un fuerte movimiento insurgente que rige principalmente en áreas del Pastunistán y lucha en guerra de guerrillas contra los gobiernos de Afganistán, Pakistán y la Fuerza Internacional de Asistencia para la Seguridad (ISAF) dirigida por la OTAN. La ISAF comprende contingentes de 39 países, entre ellos los 26 miembros de la OTAN.
Estados Unidos ha estado en el terreno y directamente involucrado en la guerra durante 18 años, con analistas que describen la situación como un punto muerto. Aunque al-Qaeda en Afganistán y Pakistán ahora se consideran "disminuidos", la guerra con los insurgentes talibanes continúa. Poner fin al conflicto de 18 años ha eludido a los expresidentes de Estados Unidos, y Donald Trump ha dicho que considera la guerra demasiado costosa. Se han observado similitudes con el proceso para poner fin a la guerra de Vietnam, la guerra más larga de Estados Unidos antes de 2010, que dio lugar a los Acuerdos de Paz de París en 1973. Más de 2.400 soldados estadounidenses han muerto en el conflicto. Unos 12.000 todavía se encuentran emplazados en el país. El presidente Trump ha prometido ponerle fin al conflicto.

## Camino a las negociaciones
El expresidente afgano, Hamid Karzai, así como los gobiernos británico y paquistaní habían abogado durante mucho tiempo por las negociaciones, pero el gobierno estadounidense se resistió. Karzai ofreció conversaciones de paz con los talibanes en septiembre de 2007, pero esto fue rápidamente rechazado por el grupo insurgente citando la presencia de tropas extranjeras.
En 2009, hubo un amplio acuerdo en Afganistán de que la guerra debería terminar, pero la forma en que debería suceder fue un tema importante para los candidatos de las elecciones presidenciales afganas de 2009 que reelegieron a Karzai. En un discurso televisado después de ser elegido, Karzai llamó a "nuestros hermanos talibanes a regresar a casa y abrazar su tierra" y trazó planes para lanzar una loya jirga. Los esfuerzos fueron socavados por el aumento de las tropas estadounidenses en el país por parte de la administración Obama. Karzai reiteró en una conferencia en Londres en enero de 2010 que quería comunicarse con los talibanes para dejar las armas. La secretaria de Estado de los Estados Unidos, Hillary Clinton, apoyó cautelosamente la propuesta.
En el Instituto de Paz de los Estados Unidos en mayo de 2010, Karzai declaró que un "proceso de paz" sería con los talibanes y otros militantes "que no son parte de al-Qaeda u otras redes terroristas o ideológicamente contra nosotros". Específicamente de los talibanes, declaró: "Son muchachos del campo que no odian a los Estados Unidos, quizás a muchos les gustaría visitar los Estados Unidos si se les brinda la oportunidad".
El cofundador y entonces segundo al mando de los talibanes, Abdul Ghani Baradar, fue uno de los principales miembros talibanes que favoreció las conversaciones con los gobiernos de Estados Unidos y Afganistán. Según los informes, la administración de Karzai mantuvo conversaciones con Baradar en febrero de 2010; Sin embargo, más tarde ese mes, Baradar fue capturado en una redada conjunta entre Estados Unidos y Pakistán en la ciudad de Karachi en Pakistán. El arresto enfureció a Karzai e invocó sospechas de que fue capturado porque la comunidad de inteligencia paquistaní se opuso a las conversaciones de paz afganas. La Afghan Peace Jirga 2010 tuvo lugar en junio de 2010, sin embargo, los talibanes no asistieron a la conferencia.
Se produjo un cambio de mentalidad y estrategia dentro de la administración de Obama en 2010 para permitir posibles negociaciones políticas para resolver la guerra. Los talibanes mismos se habían negado a hablar con el gobierno afgano, retratándolos como un "títere" estadounidense. Esfuerzos esporádicos para las conversaciones de paz entre los EE. UU. Y los talibanes se produjeron posteriormente, y se informó en octubre de 2010 que los comandantes de liderazgo talibán (la "Quetta Shura") habían abandonado su refugio en Pakistán y habían sido escoltados de forma segura a Kabul por aviones de la OTAN para conversar, con la seguridad de que el personal de la OTAN no los detendría. Una vez concluidas las conversaciones, se supo que el líder de esta delegación, que afirmaba ser Akhtar Mansour, el segundo al mando de los talibanes, era en realidad un impostor que había engañado a los funcionarios de la OTAN.
Karzai confirmó en junio de 2011 que se estaban llevando a cabo conversaciones secretas entre los EE. UU. y los talibanes,  pero estas colapsaron en agosto de 2011. Otros intentos de reanudar las conversaciones fueron cancelados en marzo de 2012 y en junio de 2013 tras una disputa entre el gobierno afgano y los talibanes con respecto a la apertura de una oficina política en Catar por parte de este último. El presidente Karzai acusó a los talibanes de presentarse como un gobierno en el exilio. En enero de 2016, Pakistán organizó una ronda de conversaciones a cuatro bandas con funcionarios afganos, chinos y estadounidenses, pero los talibanes no asistieron. Los talibanes mantuvieron conversaciones informales con el gobierno afgano en 2016.

## 2011 hasta la actualidad
Desde 2011, Qatar ha sido sede de los líderes del Talibán, que se desplazaron allí para discutir la paz en Afganistán. Ha sido un proceso errático. La oficina del Talibán abrió en 2012 pero cerró el mismo año debido a un pleito por las banderas. Otros intentos de diálogo se empantanaron. En diciembre de 2018, los insurgentes afganos  anunciaron que se reunirían con funcionarios estadounidenses para intentar encontrar una "hoja de ruta hacia la paz". Pero el grupo islamista de línea dura rehusó sostener conversaciones con el gobierno de Afganistán, a quienes desestimaron como "títeres" de EE. UU. Después de nueve rondas de negociaciones entre EE. UU. y el Talibán en Qatar, ambas partes parecían estar cerca de un acuerdo. pero esto se detuvo  gracias a la muerte de un soldado estadounidense por los talibinaes que detuvo el proceso.

## Acuerdo

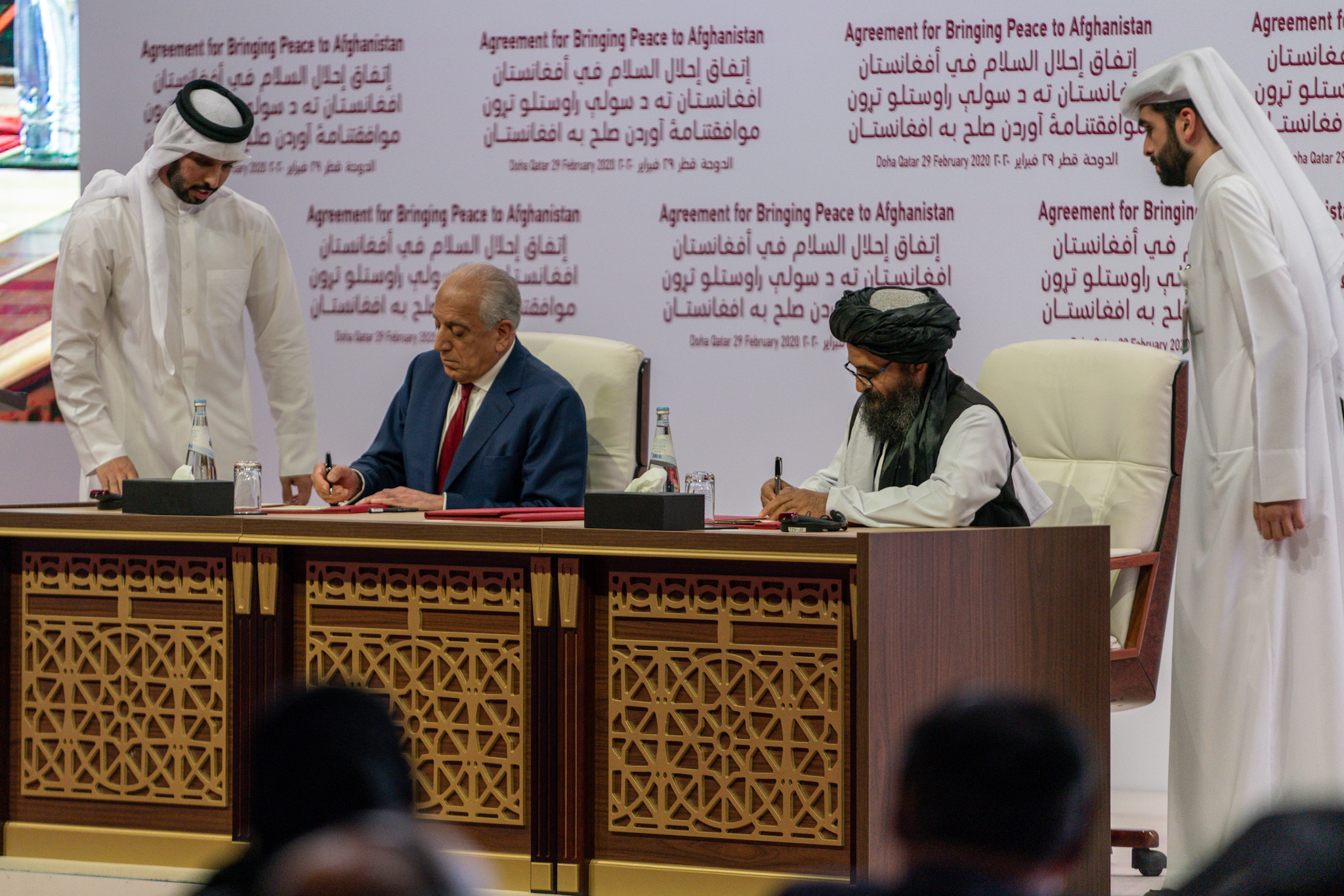
El representante estadounidense Zalmay Khalilzad (izquierda)y el representante Talibán Abdul Ghani Baradar (derercha) firma el acuerdo en Doha, Catar el día29 de febrero de 2020

Después de una “reducción de la violencia” de una semana, Estados Unidos y los talibanes firmaron un acuerdo histórico  que pone en marcha la potencial retirada total de las tropas estadounidenses de Afganistán, y podría allanar el camino para terminar con la guerra más larga que Estados Unidos ha librado.
El acuerdo fue firmado en Doha, Catar, por el representante Especial de Estados Unidos para la Reconciliación de Afganistán, Zalmay Khalilzad, principal negociador de EE. UU. en las conversaciones con los talibanes, y el mulá Abdul Ghani Baradar, principal negociador de los talibanes. El Secretario de Estado Mike Pompeo fue testigo de la firma.

## Ataques
A pesar del acuerdo de paz entre Estados Unidos y los talibanes, se informó que los ataques insurgentes contra las fuerzas de seguridad afganas se han disparado en el país. En los 45 días posteriores al acuerdo (entre el 1 de marzo y el 15 de abril de 2020), los talibanes llevaron a cabo más de 4.500 ataques en Afganistán, que mostraron un aumento de más del 70% en comparación con el mismo período del año anterior. Más de 900 fuerzas de seguridad afganas murieron en el período, en comparación con las 520 en el mismo período del año anterior. Mientras tanto, debido a una reducción significativa en el número de ofensivas y ataques aéreos de las fuerzas afganas y estadounidenses contra los talibanes debido al acuerdo, las bajas de los talibanes se redujeron a 610 en el período en comparación con las 1.660 del mismo período del año anterior. El portavoz del Pentágono, Jonathan Hoffman, dijo que aunque los talibanes dejaron de realizar ataques contra las fuerzas de la coalición liderada por Estados Unidos en Afganistán, la violencia seguía siendo "inaceptablemente alta" y "no conducía a una solución diplomática". Añadió: "Hemos seguido realizando ataques defensivos para ayudar a defender a nuestros socios en el área y seguiremos haciéndolo".
El 22 de junio de 2020, Afganistán informó de su "semana más sangrienta en 19 años", durante la cual 291 miembros de las Fuerzas de Seguridad y Defensa Nacional afganas (ANDSF) murieron y otros 550 resultaron heridos en 422 ataques perpetrados por los talibanes. Al menos 42 civiles, entre ellos mujeres y niños, también murieron y otros 105 resultaron heridos por los talibanes en 18 provincias. Durante la semana, los talibanes secuestraron a 60 civiles en la provincia central de Daykundi.
El 1 de julio de 2020, el Comité de Servicios Armados de la Cámara de Representantes de Estados Unidos votó abrumadoramente a favor de una enmienda a la Ley de Autorización de Defensa Nacional para restringir la capacidad del presidente Trump de retirar las tropas estadounidenses de Afganistán.

## Problemas
Los problemas que se espera que surjan durante las negociaciones incluyen los derechos de las mujeres; La Constitución de Afganistán de 2004 protege la libertad de expresión y educación de las mujeres, que había sido suprimida bajo el gobierno talibán de Afganistán. Khalilzad, Ghani, su rival para la presidencia Abdullah Abdullah y varios otros altos funcionarios afganos han declarado que estos derechos deberían protegerse y no deberían sacrificarse en un acuerdo de paz. La primera dama de Afganistán, Rula Ghani, ha estado activa en la protección de los derechos de las mujeres.
La violencia continua en ambos lados sigue siendo un obstáculo para un acuerdo de paz final. Mientras se llevaban a cabo conversaciones preliminares, los talibanes continuaron luchando en el campo de batalla y lanzando ataques terroristas en la ciudad capital, y también amenazaron las elecciones presidenciales afganas de 2019 el 28 de septiembre. Según las estadísticas de la Fuerza Aérea de EE. UU. Publicadas en febrero de 2020, EE. UU. Lanzó más bombas sobre Afganistán en 2019 que en cualquier otro año desde 2013.
El embajador de EE. UU. En Afganistán advirtió que un acuerdo de paz podría arriesgar el regreso de los talibanes al poder, similar a las consecuencias de los Acuerdos de Paz de París de 1973, durante los cuales el gobierno de Vietnam del Sur, apoyado por Estados Unidos, fue derrotado en la caída de Saigón. Pakistán advirtió que el aumento de las tensiones en la región del Golfo después del asesinato del general iraní Qasem Soleimani podría afectar el proceso de paz entre EE. UU. Y Afganistán, que ya se ha retrasado.

### Reacciones
- Alemania:El ministro alemán de Relaciones Exteriores, Heiko Maas, reclamo prontas negociaciones de los talibanes con el Gobierno afgano tras el acuerdo alcanzado entre Estados Unidos y los militantes islamistas.[53]
- China: La República Popular China celebra la firma de un acuerdo entre Estados Unidos y los talibanes como un paso positivo para lograr una solución política a la cuestión afgana, indicó Zhao Lijian, portavoz del Ministerio de Relaciones Exteriores del país asiático.[54] Un enviado chino pidió a la comunidad internacional ayudar a Afganistán a aprovechar la oportunidad de paz.La situación en Afganistán se encuentra en un momento crítico con enormes desafíos en el proceso de paz, el diálogo político, la situación de seguridad y el desarrollo económico. Pero al mismo tiempo hay también grandes oportunidades, dijo Zhang Jun, representante permanente de China ante Naciones Unidas.[55]
- Rusia:Rusia insta a las autoridades afganas a centrarse en el proceso de paz en vez de buscar un reparto de poder.[56]
- Unión Europea: La Unión Europea (UE) ha instado  a que las negociaciones entre afganos por una paz duradera comiencen «sin demora» una vez concluido el acuerdo logrado entre Estados Unidos y los talibanes.[57]
- Organización de las Naciones Unidas: El Consejo de Seguridad de Naciones Unidas dio su respaldo total al acuerdo[58]